# Kawabe (Gifu)
Kawabe (川辺町 Kawabe-chō?) es un pueblo localizado en la prefectura de Gifu, Japón. En octubre de 2019 tenía una población estimada de 9.906 habitantes y una densidad de población de 241 personas por km². Su área total es de 41,16 km².

## Geografía

### Localidades circundantes
- Prefectura de Gifu
  - Hichisō
  - Minokamo
  - Yaotsu

## Demografía
Según los datos del censo japonés, esta es la población de Kawabe en los últimos años.
| 1995   | 2000   | 2005   | 2010   | 2015   |
| ------ | ------ | ------ | ------ | ------ |
| 10.950 | 11.013 | 10.838 | 10.593 | 10.197 |